# Josef Sommer (Heimatforscher)
Josef Sommer (* 10. Juni 1877 in Kallerheistert, Eifel; † 25. März 1951) war ein deutscher Pädagoge und Heimatforscher. 
Sommer war zunächst von 1899 bis 1905 Lehrer an der Volksschule Wildenrath. 1905 wechselte er an die Volksschule in Merken, wo er zunächst bis 1922 als Hauptlehrer und danach bis 1946 als deren Rektor wirkte. Neben seiner schulischen Tätigkeit widmete er sich der geschichtlichen Erforschung seiner engeren Heimat. Von ihm stammen zahlreiche Arbeiten zur Geschichte Merkens, die überwiegend in der heimatgeschichtlichen Beilage der Dürener Zeitung veröffentlicht wurden.
Am 11. Oktober 1906 heiratete er die aus Wildenrath stammende Gertrud Arnolds.

## Werke
- Merkener Geschichte, Band I: Die Dingstuhlzeit der Heimat, Die Geschichte der Merkener Kirche. Düren 1985
- Merkener Geschichte, Band II: Die Geschichte der Schule von Merken, Erdgeschichtliches vom Rur-Inde-Dreieck, Das Oberflächenbild der Heimat, Das Siedelbild der Heimat, Das Siedelbild Merkens. Düren 1998
- Merkener Geschichte, Band V: Die französische Zeit der Heimat. Düren 2005

## Veröffentlichungen
1. Heimatblätter
Beilage zur Dürener Zeitung
- Rurlied (Gedicht), in: Heimatblätter 1, 1924, Nr. 22
- Gedanken über Entstehung und Entwicklung der Schützengesellschaften, in: Heimatblätter 1, 1924, Nr. 22 und Nr. 23
- Zehntrecht und Zehntpflicht – im alten Dingstuhl Pier und Merken, in: Heimatblätter 1, 1924, Nr. 35, Nr. 36 und Nr. 37.
- Was die Feldflur erzählt, in: Heimatblätter 2, 1925, Nr. 2
- Zwangsmühlen im Dingstuhl Pier und Merken, in: Heimatblätter 2, 1925, Nr. 3
- Alte Gebräuche zur Fastenzeit, in: Heimatblätter 2, 1925, Nr. 6
- Von Bränden in alten Tagen, in: Heimatblätter 2, 1925, Nr. 22, Nr. 23, Nr. 24 und Nr. 25
- Der Brand der Merkener Pastorat im Jahre 1790 – ein Zeitbild, in: Heimatblätter 2, 1925, Nr. 33 und Nr. 34.
- Die Heerstraße, in: Heimatblätter 3, 1926, Nr. 6 und Nr. 7
- Merkener Pastoren zwischen 1600 und 1800, in: Heimatblätter 3, 1926, Nr. 30, Nr. 31 und 32.
- Zur Geschichte der Landschule, in: Heimatblätter 4, 1927, Nr. 21, Nr. 22 und Nr. 23
- Der Wiederaufbau der Merkener Pfarrkirche nach dem großen Brande von 1673, in: Heimatblätter 4, 1927, Nr. 27 und Nr. 28
- Zur Geschichte des Hofes und der Kapelle von Vilvenich, in: Heimatblätter 5, 1928, Nr. 17
- Zur Geschichte der Dürener Kevelaer-Prozession, in: Heimatblätter 5, 1928, Nr. 21 und Nr. 22.
- Sprüche und Sprichwörter im Volkskunde, in: Heimatblätter 5, 1928, Nr. 28
- Der St. Brigida-Altar und die Vikare der Pfarrkirche zu Merken, in: Heimatblätter 6, 1929, Nr. 27, Nr. 28 und Nr. 29
- Das Kirchwasser, in: Heimatblätter 6, 1929, Nr. 36
- Plauderei über ein altes Rechenbuch, in: Heimatblätter 7, 1930, Nr. 4 und Nr. 5
- Der Merzenicher Erbwald, in: Heimatblätter 9, 1932, Nr. 1 und Nr. 2
- Merken – Marcodorum? in: Heimatblätter 9, 1932, Nr. 14 und Nr. 15

2. Unsere Heimat, 
Heimatbeilage der Dürener Ausgabe der Aachener Volkszeitung (später Dürener Zeitung)
- Die französische Zeitrechnung in der Heimat, in: Unsere Heimat 1, 1949, Nr. 10